# Sonche (distrito)
Sonche é um distrito peruano localizado na Província de Chachapoyas, departamento Amazonas. Sua capital é a cidade de San Juan de Sonche.

## Transporte
O distrito de Sonche é servido pela seguinte rodovia:
- PE-8C, que liga a cidade de Jazan ao distrito de Soritor (Região de San Martín [2][3][4]